# Joaquín Zenteno Anaya
Joaquín Zenteno Anaya (* 11. November 1921 in Cochabamba; † 11. Mai 1976 in Paris) war ein bolivianischer General, Außenminister und Diplomat.

## Leben
Joaquín Zenteno Anaya heiratete Leonor Sejas Sierra. Von 5. November 1964 bis 6. August 1966 war er in der Regierung René Barrientos Ortuño Außenminister. Als solcher schloss er im Februar 1966 ein Sozialabkommen mit dem Regime von Francisco Franco.
Von 1967 bis 1968 war er Befehlshaber der Octava Division Del Ejercito-Bolivia (8. Armeedivision), welche ihre Garnison in Vallegrande im Departamento Santa Cruz hatte. Als am 9. Oktober 1967 Che Guevara von Félix Rodríguez interviewt und von Mario Terán erschossen worden war, posierte Joaquín Zenteno Anaya mit dessen Leiche.
Von 5. Oktober 1973 bis 11. Mai 1976 war er Botschafter in Paris. Er wurde auf einem Parkplatz in der Nähe der Pont de Bir-Hakeim beim Aufsperren seiner blauen Limousine von zwei Männern mit Sonnenbrille dreimal mit einer Pistole Kaliber 7.65 mm in den Kopf und den Rücken geschossen. Eine maoistische Internationale Brigade Ernesto 'Che' Guevara reklamierte die Tat als Rache für die Teilnahme Zentenos am Kampf gegen die Guerrilla de Ñancahuazú.
Am 11. Juni 1976 berichtete El País, dass Zenteno Anaya nach Paris kam, nach dem er als Oberbefehlshaber der bolivianischen Armee aus Protest zurückgetreten war, da Oberst Andrés Selich Chop (* 8. Dezember 1927 in La Paz; † 15. Mai 1973 ebenda) die Folter im Haus seines Nachfolgers als Innenminister, Alfredo Arce Carpio (* 19. März 1941; † 10. Februar 2001) nicht überlebt hatte. Selich Chop war von Hugo Banzer Suárez verdächtigt worden, einen Putsch vorzubereiten, und in Ungnade gefallen. Das Regime von Banzer verbreitete, er sei mit gefesselten Händen eine Treppe hinuntergestürzt. Seine Autopsie stellte einen Tod durch Schläge in lebenswichtigen Organen fest.